# Jack Babashoff
Jack Babashoff (n. 13 iulie 1955, Whittier, California, SUA) este un înotător ce a reprezentat Statele Unite ale Americii, medaliat olimpic. A participat la o ediție a Jocurilor Olimpice (1976) în care a câștigat două medalii de argint.